# Ким Сон Джун
Ким Сон Джун (кор. 김성준; 3 июня 1953, Пусан — 3 февраля 1989, Сеул) — южнокорейский боксёр, представитель наилегчайших весовых категорий. Выступал на профессиональном уровне в период 1971—1982 годов, владел титулом чемпиона мира по версии WBC.

## Биография
Ким Сон Джун родился 3 июня 1953 года в городе Пусан, Южная Корея.
Дебютировал в боксе на профессиональном уровне в декабре 1971 года, но свой первый бой проиграл по очкам. Несмотря на проигрыш, продолжил активно выходить на ринг и в 1975 году завоевал титул чемпиона Южной Кореи в первой наилегчайшей весовой категории, который впоследствии сумел защитить четыре раза.
В январе 1978 года стал обладателем титула чемпиона Восточной и тихоокеанской боксёрской федерации (OPBF) в первом наилегчайшем весе. Один раз защитил его, но во время второй защиты лишился пояса.
Благодаря череде удачных выступлений в том же 1978 году Ким удостоился права оспорить титул чемпиона мира в первом наилегчайшем весе по версии Всемирного боксёрского совета (WBC), которым на тот момент владел представитель Таиланда Нетрной Сор Ворасингх. В итоге корейский боксёр нокаутировал своего соперника в третьем раунде и забрал чемпионский пояс себе.
Полученный титул он защитил три раза, тогда как в рамках четвертой защиты в январе 1980 года единогласным решением судей уступил японцу Сигэо Накадзиме.
В том же 1980 году Ким поднялся в весе и предпринял попытку заполучить титул чемпиона мира WBC в наилегчайшей весовой категории, встретившись в Японии с местным чемпионом Сёдзи Огумой. Противостояние между ними продлилось все отведённые 15 раундов, в конечном счёте судьи единогласным решением отдали победу Огуме, сохранив за ним чемпионский пояс.
Ким Сон Джун оставался действующим боксёром вплоть до 1982 года, побывал на вечерах бокса в Мексике, Венесуэле и Доминиканской Республике, встречался с несколькими известными боксёрами, хотя уже большинство поединков проигрывал, исполняя роль джорнимена. В общей сложности провёл на профи-ринге 48 боёв, из них 28 выиграл (в том числе 13 досрочно), 14 проиграл, тогда как в шести случаях была зафиксирована ничья.
После завершения спортивной карьеры страдал от деменции, испытывал финансовые трудности. 3 февраля 1989 года в возрасте 35 лет покончил жизнь самоубийством, спрыгнув с высокого здания в Сеуле.